# Mistrzostwa Oceanii w Judo 1973
4. Mistrzostwa Oceanii w judo odbywały się w 1973 roku w Sydney. W tabeli medalowej tryumfowali zapaśnicy z Australii.

## Klasyfikacja medalowa
| Miejsce | Państwo       |   |   |   | Razem |
| ------- | ------------- | - | - | - | ----- |
| 1       | Australia     | 4 | 6 | 7 | 17    |
| 2       | Nowa Zelandia | 2 | 0 | 1 | 3     |
| Razem   | Razem         | 6 | 6 | 8 | 20    |

## Medaliści

### Mężczyźni
| Konkurencja:  | Złoto:            | Srebro:        | Brąz:                         |
| 63 kg         | Mick Sinclair     | Robin Moffitt  | Andrew Fleming                |
| 70 kg         | Douglas Churchill | Lyle Emmens    | Gary Manly Robert Dawson      |
| 80 kg         | Rick Littlewood   | Bill Broadhead | Alex Bijkerk                  |
| 93 kg         | Barry Johnson     | Gary Ward      | Trevor Kschammer              |
| powyżej 93 kg | Onno Boelee       | Lou Scholer    | Hans van Duyn Stephen Charles |
| Open          | Barry Johnson     | Lou Scholer    | Alex Bijkerk                  |